# Rugby Europe International Championships 2019-20
El Rugby Europe International Championships 2019-20 es el sistema de competición entre selecciones nacionales europeas, salvo las Integrantes del Seis Naciones. Esta temporada es la cuarta de su nuevo formato y estructura, donde todos los niveles juegan en ciclos de un año, sustituyendo el antiguo formato de ciclo de dos años.

## Participantes
| Championship | Edición 2018-19      |
| ------------ | -------------------- |
| Georgia      | Ganador Championship |
| España       | 2º Championship      |
| Rumania      | 3º Championship      |
| Rusia        | 4º Championship      |
| Bélgica      | 5º Championship      |
| Portugal     | Ganador Trophy       |

| Trophy       | Edición 2018-19             |
| ------------ | --------------------------- |
| Alemania     | 6º Championship             |
| Países Bajos | 2º Trophy                   |
| Suiza        | 3º Trophy                   |
| Polonia      | 4º Trophy                   |
| Lituania     | 5º Trophy                   |
| Ucrania      | Ganador Conferencia 1 Norte |

| Conferencia 1 Norte |
| ------------------- |
| República Checa     |
| Suecia              |
| Luxemburgo          |
| Hungría             |
| Letonia             |

| Conferencia 1 Sur |
| ----------------- |
| Malta             |
| Croacia           |
| Israel            |
| Chipre            |
| Eslovenia         |

| Conferencia 2 Norte |
| ------------------- |
| Moldavia            |
| Finlandia           |
| Dinamarca           |
| Noruega             |
| Austria             |

| Conferencia 2 Sur    |
| -------------------- |
| Bosnia y Herzegovina |
| Bulgaria             |
| Serbia               |
| Andorra              |
| Turquía              |

| Development | Edición 2018-19      |
| ----------- | -------------------- |
| Eslovaquia  | 5º Conferencia 2 Sur |
| Estonia     | 2º Development       |
| Bielorrusia | Nuevo ingreso        |
| Montenegro  | Nuevo ingreso        |

## Sistema de puntuación
La clasificación se determina según los siguientes criterios:
- 4 puntos por una victoria
- 2 puntos por un empate
- 0 puntos por una derrota
- 1 punto bonus por anotar, al menos, 3 ensayos más que el rival (bonus ofensivo)
- 1 punto bonus por perder por 7 o menos puntos (bonus defensivo)
- 1 punto bonus por ganar todos los partidos del grupo (bonus Grand Slam)

## Rugby Europe Championship 2020

### Clasificación
| Pos. | Nación   | Partidos | Partidos | Partidos  | Partidos | Partidos | Tantos  | Tantos    | Tantos | Puntos |
| Pos. | Nación   | Jugados  | Ganados  | Empatados | Perdidos | Bonus    | A favor | En contra | Dif    | Puntos |
| ---- | -------- | -------- | -------- | --------- | -------- | -------- | ------- | --------- | ------ | ------ |
| 1    | Georgia  | 5        | 5        | 0         | 0        | 4*       | 197     | 60        | +137   | 24     |
| 2    | España   | 5        | 3        | 0         | 2        | 1        | 103     | 93        | +10    | 13     |
| 3    | Rumania  | 5        | 2        | 0         | 3        | 2        | 101     | 102       | -1     | 10     |
| 4    | Portugal | 5        | 2        | 0         | 3        | 1        | 98      | 111       | -13    | 9      |
| 5    | Rusia    | 5        | 2        | 0         | 3        | 0        | 82      | 128       | -46    | 8      |
| 6    | Bélgica  | 5        | 1        | 0         | 4        | 3        | 84      | 171       | -87    | 7      |

## Rugby Europe Trophy 2019-20
| Pos. | Nación       | Partidos | Partidos | Partidos  | Partidos | Partidos | Tantos  | Tantos    | Tantos | Puntos |
| Pos. | Nación       | Jugados  | Ganados  | Empatados | Perdidos | Bonus    | A favor | En contra | Dif    | Puntos |
| ---- | ------------ | -------- | -------- | --------- | -------- | -------- | ------- | --------- | ------ | ------ |
| 1    | Países Bajos | 5        | 4        | 0         | 1        | 3        | 144     | 38        | +106   | 21     |
| 2    | Suiza        | 5        | 2        | 1         | 2        | 2        | 93      | 52        | +41    | 14     |
| 3    | Ucrania      | 5        | 2        | 1         | 2        | 2        | 60      | 74        | -14    | 14     |
| 4    | Alemania     | 5        | 1        | 2         | 2        | 0        | 62      | 85        | -23    | 8      |
| 5    | Lituania     | 4        | 1        | 1         | 3        | 1        | 61      | 103       | -42    | 7      |
| 6    | Polonia      | 5        | 1        | 0         | 4        | 1        | 44      | 112       | -68    | 5      |

Actualizado a últimos partidos disputados el 23 de noviembre de 2019.

## Rugby Europe Conference 2019-20

### Conferencia 1

#### Conferencia 1 Norte
| Pos. | Nación          | Partidos | Partidos | Partidos  | Partidos | Partidos | Tantos  | Tantos    | Tantos | Puntos |
| Pos. | Nación          | Jugados  | Ganados  | Empatados | Perdidos | Bonus    | A favor | En contra | Dif    | Puntos |
| ---- | --------------- | -------- | -------- | --------- | -------- | -------- | ------- | --------- | ------ | ------ |
| 1    | República Checa | 2        | 2        | 0         | 0        | 2        | 100     | 7         | +93    | 10     |
| 2    | Hungría         | 2        | 1        | 0         | 1        | 1        | 38      | 77        | -39    | 5      |
| 3    | Luxemburgo      | 2        | 1        | 0         | 1        | 0        | 20      | 36        | -16    | 4      |
| 4    | Suecia          | 2        | 1        | 0         | 1        | 0        | 26      | 35        | -9     | 4      |
| 5    | Letonia         | 2        | 0        | 0         | 2        | 1        | 35      | 64        | -29    | 1      |

Actualizado a últimos partidos disputados el 2 de noviembre de 2019.

#### Conferencia 1 Sur
| Pos. | Nación    | Partidos | Partidos | Partidos  | Partidos | Partidos | Tantos  | Tantos    | Tantos | Puntos |
| Pos. | Nación    | Jugados  | Ganados  | Empatados | Perdidos | Bonus    | A favor | En contra | Dif    | Puntos |
| ---- | --------- | -------- | -------- | --------- | -------- | -------- | ------- | --------- | ------ | ------ |
| 1    | Croacia   | 2        | 2        | 0         | 0        | 1        | 64      | 30        | +34    | 9      |
| 2    | Malta     | 2        | 1        | 0         | 1        | 2        | 58      | 32        | +26    | 6      |
| 3    | Chipre    | 2        | 1        | 0         | 1        | 1        | 38      | 41        | -3     | 5      |
| 4    | Eslovenia | 2        | 0        | 1         | 1        | 0        | 42      | 70        | -28    | 2      |
| 5    | Israel    | 2        | 0        | 1         | 1        | 0        | 38      | 67        | -29    | 2      |

Actualizado a últimos partidos disputados el 23 de noviembre de 2019.

### Conferencia 2

#### Conferencia 2 Norte
| Pos. | Nación    | Partidos | Partidos | Partidos  | Partidos | Partidos | Tantos  | Tantos    | Tantos | Puntos |
| Pos. | Nación    | Jugados  | Ganados  | Empatados | Perdidos | Bonus    | A favor | En contra | Dif    | Puntos |
| ---- | --------- | -------- | -------- | --------- | -------- | -------- | ------- | --------- | ------ | ------ |
| 1    | Dinamarca | 2        | 2        | 0         | 0        | 2        | 66      | 3         | +63    | 10     |
| 2    | Moldavia  | 2        | 1        | 0         | 1        | 2        | 64      | 32        | +32    | 6      |
| 3    | Austria   | 2        | 1        | 0         | 1        | 1        | 50      | 58        | -8     | 5      |
| 4    | Finlandia | 2        | 1        | 0         | 1        | 0        | 20      | 37        | -17    | 4      |
| 5    | Noruega   | 2        | 0        | 0         | 2        | 0        | 12      | 82        | -70    | 0      |

Actualizado a últimos partidos disputados el 16 de noviembre de 2019.

#### Conferencia 2 Sur
| Pos. | Nación               | Partidos | Partidos | Partidos  | Partidos | Partidos | Tantos  | Tantos    | Tantos | Puntos |
| Pos. | Nación               | Jugados  | Ganados  | Empatados | Perdidos | Bonus    | A favor | En contra | Dif    | Puntos |
| ---- | -------------------- | -------- | -------- | --------- | -------- | -------- | ------- | --------- | ------ | ------ |
| 1    | Bulgaria             | 2        | 2        | 0         | 0        | 2        | 122     | 10        | +112   | 10     |
| 2    | Turquía              | 2        | 1        | 0         | 1        | 1        | 51      | 42        | +9     | 5      |
| 3    | Andorra              | 2        | 1        | 0         | 1        | 1        | 57      | 46        | +11    | 5      |
| 4    | Serbia               | 2        | 1        | 0         | 1        | 0        | 37      | 86        | -49    | 4      |
| 5    | Bosnia y Herzegovina | 2        | 0        | 0         | 2        | 0        | 13      | 96        | -83    | 0      |

Actualizado a últimos partidos disputados el 9 de noviembre de 2019.

## Rugby Europe Development 2019-20
| Pos. | Nación      | Partidos | Partidos | Partidos  | Partidos | Partidos | Tantos  | Tantos    | Tantos | Puntos |
| Pos. | Nación      | Jugados  | Ganados  | Empatados | Perdidos | Bonus    | A favor | En contra | Dif    | Puntos |
| ---- | ----------- | -------- | -------- | --------- | -------- | -------- | ------- | --------- | ------ | ------ |
| 1    | Bielorrusia | 0        | 0        | 0         | 0        | 0        | 0       | 0         | 0      | 0      |
| 2    | Estonia     | 0        | 0        | 0         | 0        | 0        | 0       | 0         | 0      | 0      |
| 3    | Montenegro  | 0        | 0        | 0         | 0        | 0        | 0       | 0         | 0      | 0      |
| 4    | Eslovaquia  | 0        | 0        | 0         | 0        | 0        | 0       | 0         | 0      | 0      |